# Gualtiero Bassetti
Gualtiero Bassetti, född 7 april 1942 i Popolano di Marradi, Toscana, är en italiensk kardinal och ärkebiskop. Han var ordförande för Italiens biskopskonferens från 2017 till 2022.

## Biografi
Gualtiero Bassetti prästvigdes 1966 i katedralen Santa Maria del Fiore i Florens. I juli 1994 utnämndes han till biskop av Massa Marittima-Piombino och biskopsvigdes senare samma år. År 1998 installerades han som biskop av Arezzo-Cortona-Sansepolcro och 2009 blev han ärkebiskop av Perugia-Città della Pieve. 
Den 22 februari 2014 kreerade påve Franciskus Bassetti till kardinalpräst med Santa Cecilia in Trastevere som titelkyrka. I maj 2017 utnämnde påve Franciskus Bassetti till ordförande för Italiens biskopskonferens.

### Webbkällor
- ”BASSETTI, Gualtiero (1942–” (på engelska). The Cardinals of the Holy Roman Church. Salvador Miranda. Arkiverad från originalet den 30 december 2017. https://archive.today/20171230143942/http://www2.fiu.edu/~mirandas/bios2014.htm%23Bassetti#Bassetti. Läst 30 december 2017.
- ”Gualtiero Cardinal Bassetti” (på engelska). Catholic Hierarchy. Arkiverad från originalet den 30 december 2017. https://archive.today/20171230144041/http://www.catholic-hierarchy.org/bishop/bbassetti.html. Läst 30 december 2017.